# Aire (element)
|  | Per a altres significats, vegeu «Aire (desambiguació)». |

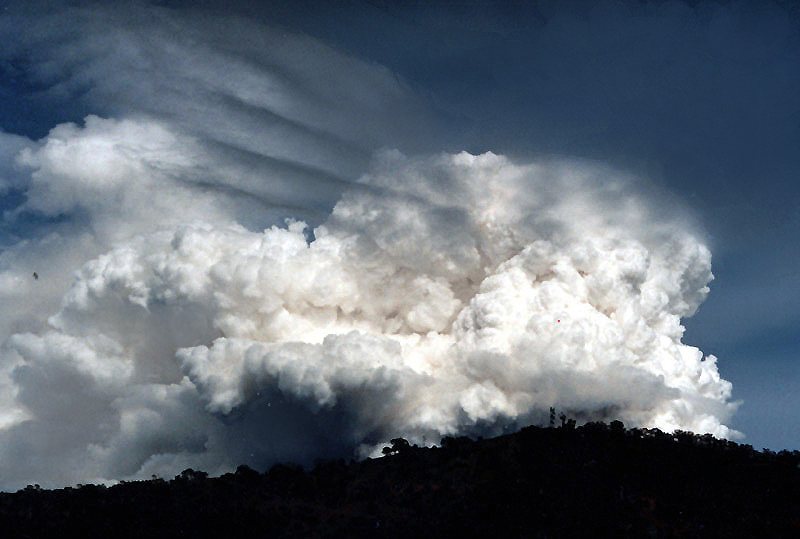
Vista aèria.

En les cultures clàssiques, l'aire era percebut com una substància pura i homogènia que constituïa un dels elements primordials del cosmos.
Tradicionalment s'identificà l'aire amb l'element generador de vida. D'aquesta manera, respirar, expirar o esperit comparteixen la mateixa arrel llatina comuna (spirare).

## Tradició grega
En la filosofia i ciència de l'antiga grècia era un dels quatre elements juntament amb l'aigua, la terra i el foc.
Entre els filòsofs presocràtics, Anaxímenes de Milet (s. VI aC) va proposar l'aire com l'arkhè (el principi primordial del món). Segons ell, quan l'aire s'escalfava es convertia en foc, al refredar-se i condensar-se es tornava en aigua, i quan encara es condensava més es tornava terra.

Octàedre

Segons Plató tots quatre elements en estat pur es combinaven en totes les manifestacions de la natura. Per exemple, Plató escriu al Timeu: "Així amb l'aire: n'existeix la varietat més brillant que anomenem èter, la més obscura que anomenem boira o foscor, i moltes d'altres espècies per les que no tenim nom." D'acord amb la visió platònica, l'aire reunia les característiques de calor i humitat, i estava compost d'àtoms en forma d'octàedre.
Posteriorment Aristòtil va diferenciar l'aire (a l'atmosfera) de l'èter (més enllà dels núvols), atribuint a aquest darrer la categoria de cinquè element (quintessència).

## Altres

Símbol alquímic de l'aire

En la medicina grega antiga basada en l'humorisme, l'aire s'associava amb la sang, ja que compartien les característiques de calor i humitat. També es correspon amb l'estació de la primavera per la mateixa raó.
El símbol alquímic de l'aire és un triangle equilàter assenyalant amunt, bisseccionat per una línia horitzontal.
Segons la tradició astrològica occidental les persones nascudes sota els signes de bessons, balança i aquari tenen les característiques de l'aire, i les seves personalitats tendeixen a ser fredes com el vent.